# Мадонна ди Фолиньо
Мадонна ди Фолиньо (итал. Madonna di Foligno) — картина Рафаэля Санти, написанная в 1511—1512 годах. Хранится в Ватиканской пинакотеке.

## История создания
Картина была заказана Сиджисмондо деи Конти, известным гуманистом, секретарём папы Юлия II. Первоначально она размещалась на главном алтаре храма Санта-Мария-ин-Арачели в Риме, церкви, в которой Сигизмондо был похоронен в 1512 году.
Предполагают, что картина была заказана Конти как вотивная (ex voto) в память о спасении в городе Фолиньо, где на его дом упал снаряд, выпущенный из пушки во время осады. По другим версиям, это был космический объект — метеорит или молния. На фоне пейзажа можно видеть этот загадочный объект — огненный шар, летящий над крышами городских домов.
В 1565 году картина была перенесена наследниками Конти в монастырь Святой Анны в Фолиньо. Там она оставалась до конца XVIII века, и благодаря этому получила своё название.
«Мадонна ди Фолиньо» была одной из многих картин, вывезенных Наполеоном в Париж в 1797 году по Толентинскому договору. Там в 1802 году она была переведена с дерева на холст Франсуа-Туссеном Акеном (фр. François-Toussaint Hacquin) и отреставрирована Матиасом Рёзером (нем. Mathias Roeser).
После поражения Наполеона картина была возвращена в Италию, где в 1816 году была передана в Ватиканскую пинакотеку.

## Композиция и художественные особенности
Композиция картины относится к типу «Святое Собеседование» и строится вокруг центральной фигуры Мадонны с младенцем, восседающей на облаках в окружении херувимов. Внизу справа — коленопреклонённая фигура донатора — Сиджисмондо де Конти — в красном отороченном мехом облачении. Рядом с ним — фигура святого Иеронима со львом. Напротив них слева — Иоанн Креститель, одетый в шкуры, и преклонивший колени Франциск Ассизский. Внизу в центре — фигура юного ангела на фоне пейзажа с силуэтами башен Фолиньо. Ангел держит табличку без надписи, вероятно, предназначенную для текста обета. Вероятно, Сиджисмондо умер прежде, чем выбрал текст для надписи.
Фигура мадонны с младенцем кажется взмывающей ввысь и в то же время связана с персонажами внизу: лицо Марии обращено вниз и вправо к заказчику картины, взгляд младенца — вниз и влево к святому Франциску. Таким образом формируются два основных композиционных направления, пересекающихся с центральной вертикалью, образованной фигурами мадонны и ангела. Композиция представляет собой некую пирамиду, в центре которой пейзаж с городскими постройками Фолиньо и загадочным светящимся шаром.
Этот пейзаж стилистически отличается от прежних работ Рафаэля и, возможно, поэтому ранее приписывался кисти Баттисты или Доссо Досси. Своими лиловыми, голубыми и золотистыми тонами, дымкой, окутавшей силуэты зданий, он свидетельствует об интересе Рафаэля к находкам художников венецианской школы, таких как Лоренцо Лотто и Себастьяно дель Пьомбо.